# Paulianilus madecasseus
Paulianilus madecasseus is een vlinder uit de familie van de vedermotten (Pterophoridae). De wetenschappelijke naam van de soort is, als Pterophorus madecasseus, voor het eerst geldig gepubliceerd in 1964 door Bigot. De combinatie in Paulianilus werd door Gielis gemaakt.
De soort komt voor in het Afrotropisch gebied.

## Type
- holotype: "male. 26.VII.1957. leg. P. Griveaud. genitalia preparation L. Bigot no. M20"
- instituut: MNHN, Parijs, Frankrijk.
- typelocatie: "Madagascar, Ambatofinandrahana, 1180 m"

## Andere combinaties
- Hellinsia madecasseus (Bigot, 1964) Ustjuzhanin & Kovtunovich, 2010

## Synoniemen
- Leioptilus devius Bigot, 1969
  - Typelocatie: Congo
- Paulianilus lolibai Arenberger, 2011,[2] gesynonymiseerd door Kovtunovich, Ustjuzhanin & Murphy, 2014.[3]
  - holotype: "male. 15.VIII-10.IX.2010. leg. V. Gurko. genitalia slide no. 5510"
  - instituut: NHMW, Wenen, Oostenrijk.
  - Typelocatie: Soedan